# Грб Кине
Грб Народне Републике Кине (кин: 中华人民共和国国徽), је званични хералдички симбол државе Народна Република Кина.
Састоји се од Тјенанменских врата, улаза у Забрањени град у Пекингу, на средини грба. Изнад врата се налази пет звезда (као и на застави Кине) које представљају унију кинеског народа. Круг око грба је сачињен од пшенице, симбол пољопривредне револуције. Испод грба је зупчаник, симбол индустрије. Грб је усвојен 20. септембра 1950.